# 오네다리 마스캇토SP!
《오네다리 마스캇토SP!》(おねだりマスカットSP!)는 TV 도쿄에서 방송된 심야 버라이어티 프로그램이다. 약칭으로 오네마스SP라고 불렸다. TV 도쿄에서 2011년 10월 5일부터 2013년 3월 30일까지 방영되었다.
제 1대 에비스 마스캇츠가 출연하는 마지막 시리즈였다. 멤버들은 2월 9일부터 3월 31일까지 전국을 순회하며 해산 기념 콘서트 투어를 가졌으며, 4월 6일, 7일에 열린 해산 콘서트를 갖고 그룹이 해체되었다.

## 출연자

### MC
- 오기야하기 (오기 히로아키, 야하기 켄), 오쿠보 카요코

### 나레이션
- 토미자와 미치에
- 스즈키 쇼코

| - 아오이 소라 - 아사미 유마 - 오가와 아사미 - 사야마 아이 - 니시노 쇼 - 하츠네 미노리 - 요시자와 아키호 - Rio - 안도 아이카 - 카와무라 리카 - 키자키 제시카 - 사쿠라기 린 - 오구라 하루카 - 카와무라 에나 | - 나가사쿠 아이리 - 야마구치 마나미 - 카스미 카호 - 키시 아이노 - 루카와 리나 - 코다마 나나코 - 야마나카 아야코 - 쿠리야마 무이 - 사토미 유리아 - 오시카와 유리 - 시노하라 치에미 - 유이 - 사카모토 리온 - 하루나 하나 - 안조 안나 - 키지마 아이리 | - 후쿠니시 나츠키 - 오하시 사요코 - 미즈키 우루하 - 아사카와 코토미 - 오카모토 유이 - 카네시로 마오 - 호조 마미 |

## 프로그램 코너
아래는 프로그램에서 진행되었던 여러 기획 중에서, 5회 이상 연출된 기획에 대해서 소개한다.
- 스캇토 텔레폰(スカットテレフォン)

스캇토 텔레폰은 MC나 지인, 멤버, 그리고 의뢰자가 본인들의 마음을 찜찜하게 하는 대상을 소개하고, 대상에게 전화를 걸어 고민을 해소하던 코너였다. 스캇토 텔레폰은 귀여운 코시엔과 더불어, 유이하게 마스캇토의 전 시즌에 등장했던 인기코너였다.
- 귀여운 고시엔(かわいい甲子園)

마스캇토 시리즈의 대표적인 코너였다. 우선 에비스 마스캇츠 멤버들을 팀별로 나눈 후, 오기 히로아키가 제시한 주제에 맞게 귀여운 듯한 연기를 겨루는 대회이다. 만일 오기 히로아키가 판단했을 때 귀엽다면 홈런으로서 1점을 얻고, 귀엽지 않다면 아웃되었다. 야구 규칙과 동일하게 한 팀에서 한번에 쓰리아웃 될 때까지 연기할 수 있으며, 결판이 나지 않을 시 연장전을 치른다. 간혹 팀을 드래프트 하는 경우도 있었다.
- 오오쿠(小奥)

무료한 영주(오기 히로아키)를 웃기기 위해 성의 시녀들(마스캇츠 멤버)이 영주의 주문대로 재밌는 행동을 하며, 영주를 웃겼다면 슈크림을 먹고, 만일 웃기지 못했다면 같은 양의 와사비를 먹였다. 멤버의 이름은 아오이 소라의 경우 오소라, 카스미 카호의 경우 오카스와 같이 "오"가 붙는다.
- 마스캇츠 홍백가합전(マスカット紅白歌合戦)

프로그램이 해를 넘기는 경우에 반드시 진행했던 프로그램으로, 오기 히로아키와 오쿠보 카요코 팀으로 나뉘어 출연자들이 노래를 불렀다. 홍백가합전의 패러디로서, 일본의 유명 가수나 애니메이션을 따라한 분장을 한 뒤, 대표곡을 불렀다.
- 마스캇츠 대운동회(マスカッツ大運動会)

마스캇츠 대운동회는 마스캇츠 멤버들을 대상으로 한 운동회이다. 하지만 로케이션을 가서 촬영했던 것은 3회 뿐이며, 평소에 촬영하던 세트에 테이프로 선을 긋고 달리기등을 했다.

## CD

### 싱글
- 〈롯폰폰☆판타지〉 2011년 10월 12일, 유니버설 뮤직 재팬
- 〈허니 트랩♪〉 2012년 3월 28일, 포니 캐년
- 〈불효 베이베〉 2012년 6월 27일, 포니 캐년
- 〈역주♡아이돌〉 2012년 3월 6일, 포니 캐년
- 〈ABAYO〉 2013년 3월 6일, 포니 캐년

### 앨범
- 《졸업 앨범》 2013년 4월 3일, 포니 캐년

## DVD
- 《쵸이토 마스캇토! 큭크크 편》 2011년 11월 2일, 포니 캐년
- 《오네다리 마스캇토DX! 가하하 편》 2011년 12월 21일, 포니 캐년
- 《오네다리 마스캇토DX! 케케케 편》 2012년 3월 7일, 포니 캐년
- 《오네마스 DVD 5년숙성 마스캇츠 최강 도시락 ~맛있는 것들 전부 들었어~》 2013년 12월 18일, 포니 캐년
- 《에비스 마스캇츠 전국 CAMP 〈그래! 모두 함께 야온에 가자〉》 2011년 12월 7일, 유니버설 뮤직 재팬
- 《에비스 마스캇츠 졸업식 〈여자의 꽃길〉 ~전설의 해산 콘서트~》 2013년 7월 31일, 포니 캐년

## 파칭코
- 《CR 오네다리! 마스캇토》 2012년 8월 6일, 산세이 R&D

## 스태프
- 종합연출 : 맥코이 사이토
- 구성 : 사토 토시아키, 스즈키 코무덴
- 슈퍼바이저 : 진도 마사아키, 오바 토모미치
- 카메라 : 아키야마 하야토
- 비디오 엔지니어 : 타카기 미노루
- 음향 : 모리타 아츠시
- 조명 : 마에다 코지
- 미술 : 코바야시 마사노리
- 스틸컷 : 미야케 에이분
- 메이크업 : MARVEE
- 스타일리스트 : 우에노 마호
- 안무 : R2 CREATIVE RYONRYON
- VTR편집 : 마스다 나오토
- 영상편집 : 아세치 타카히코, 츠보이 쇼타
- 음향효과 : 이와미 토모야
- 홍보 : 이나바 유키히로
- 어소시에이트 프로듀서 : 니카이도 케이
- 감독 : 이시오카 타카토시, 무라카미 하야토
- 유닛 매니저 : 야마네 메구미
- 프로듀서 : 코바야시 타케오, 우라 요헤이, 치바 쿠니코
- 기획협력 : 토리즈카 케이스케
- 협력 : Newteles, PROGRESSO, TRIBE, The TUBE
- 제작협력 : SHO-GUN
- 제작저작 : Road to Shagri-la

## 방송국
| 방송 지역            | 방송국                  | 네트워크 | 방송 시간 | 첫 방송 시작     |
| -------------------- | ----------------------- | -------- | --- | ---------------- |
| 관동광역권           | TV 도쿄 (TX)            | TXN      | 2012년 9월 26일까지 : 목요일 02:20 ~ 02:50 2012년 10월 6일부터 : 일요일 02:35 ~ 03:05                                        | 2011년 10월 5일  |
| 홋카이도             | TV 홋카이도 (TVh)       | TXN      | 2012년 9월 25일까지 : 수요일 01:30 ~ 02:00 2012년 10월 2일부터 : 수요일 01:35 ~ 02:05                                        | 2011년 10월 18일 |
| 아이치현             | TV 아이치 (TVA)         | TXN      | 2012년 1월 6일까지 : 토요일 02:00 ~ 02:30 2012년 1월 11일부터 : 금요일 04:00 ~ 04:30                                         | 2011년 10월 14일 |
| 오사카부             | TV 오사카 (TVO)         | TXN      | 일요일 03:00 ~ 03:30 | 2011년 10월 12일 |
| 오카야마현, 가가와현 | TV 세토우치 (TSC)       | TXN      | 일요일 01:30 ~ 02:00 | 2011년 11월 12일 |
| 후쿠오카현           | TVQ 규슈 방송 (TVQ)     | TXN      | 일요일 02:25 ~ 02:55 | 2012년 2월 4일   |
| 니가타현             | TV 니가타 방송망 (TeNY) | NNS      | 2012년 3월 26일까지 : 화요일 01:29 ~ 01:59 2012년 4월 7일부터 : 일요일 01:25 ~ 01:55                                         | 2011년 11월 21일 |
| 시즈오카현           | 시즈오카 제일 TV (SDT)  | NNS      | 일요일 01:25 ~ 01:55 | 2012년 1월 28일  |
| 나가노현             | 나가노 방송 (NBS)       | FNS      | 토요일 01:35 ~ 02:05 | 2011년 10월 7일  |
| 이와테현             | 이와테 멘코이 TV (mit)  | FNS      | 월요일 02:00 ~ 02:30 | 2012년 8월 12일  |
| 이시카와현           | 이시카와 TV (ITC)       | FNS      | 토요일 02:35 ~ 03:05 | 2011년 10월 14일 |
| 에히메현             | TV 에히메 (EBC)         | FNS      | 화요일 01:10 ~ 01:40 | 2011년 11월 7일  |
| 구마모토현           | TV 구마모토 (TKU)       | FNS      | 수요일 02:00 ~ 02:30 | 2011년 12월 6일  |
| 가고시마현           | 가고시마 TV (KTS)       | FNS      | 일요일 01:05 ~ 01:35 | 2011년 10월 15일 |
| 기후현               | 기후 방송 (GBS)         | JAITS    | 2012년 9월 12일까지 : 목요일 01:15 ~ 01:45 2012년 10월 3일부터 : 목요일 02:00 ~ 02:30                                        | 2011년 10월 26일 |
| 시가현               | 비와코 방송 (BBC)       | JAITS    | 2012년 3월 22일 : 금요일 01:20 ~ 01:50 2012년 9월 27일까지 : 금요일 02:00 ~ 02:30 2012년 10월 4일부터 : 금요일 01:30 ~ 02:00 | 2011년 11월 3일  |
| 나라현               | 나라 TV 방송 (TVN)      | JAITS    | 2013년 3월 27일까지 : 목요일 01:00 ~ 01:30 2013년 4월 4일부터 : 02:00 ~ 02:30                                                | 2011년 10월 12일 |

## 같이 보기
- 에비스 마스캇츠
- 에비스 마스캇츠의 콘서트 투어 목록